# Pp (奥井亜紀のアルバム)
『pp』（ピアニシモ）は、2006年2月8日にInfinity Recordsからリリースされた、奥井亜紀のミニ・アルバム。

## 解説
- 元々は、2005年末に開催された「銀のスプーンが1ダース」のライブに合わせて制作された。
- ライブ会場・通販のみで販売であったが、要望が多く寄せられたため、一般販売化した。
- 『トキノマニ』へ収録されていた「pp（ピアニシモ）」のピアノバージョンと、新曲である「デッサン」「Bloomer」、更に「もう何にもいらない」等のライブ・バージョンが収録されている。

## キャッチコピー
たとえ　ささやくような声でも　大事な言葉は届くものだろう

## 収録曲
1. pp（ピアニシモ）
2. デッサン
3. Bloomer
4. スケアクロウソング（Live Version）
5. もう何にもいらない（Live Version）
6. 花冠（Live Version）

作詞・作曲：奥井亜紀